# Sfântul Florian
Sfântul Florian (n. anii 250 d.Hr., Austria Inferioară, Austria – d. 4 mai 304 d.Hr., Enns, Austria Superioară, Austria) a fost cetățean roman care a murit ca martir creștin în timpul persecuției sub Dioclețian, la Lauriacum (azi Lorch, cartier al orașului Enns). Florian este sfântul patron al pompierilor din Austria, Germania, Polonia etc.
Florian a refuzat să se închine zeilor romani. Prima pedeapsă a fost pierderea slujbei, după care a fost exilat în localitatea care azi se numește Sankt Pölten în nord-estul Austriei. Nerespectarea exilului și ajutorul dat unui grup de creștini, îl va costa viața, el fiind tăiat de viu în bucăți de către romani, după care a fost legat de o piatră de moară și aruncat în râul Enns.
Sf. Florian este sărbătorit de Biserica Romano-Catolică la 4 mai.

## Patronaje
Statuia Sf. Florian din Biserica Romano-Catolică din Turda a fost predată spre păstrare bisericii în anul 1950 de cetățeanul turdean Florian Kimpel, spre a nu fi distrusă de comuniști. Nu se știe cine este sculptorul statuii și data realizării ei. Statuia (raritate în spațiul românesc) prezintă atributele tipice Sf. Florian, patronul pompierilor: legionar roman, cu drapel, cască, cu o căldare de apă în mână din care varsă apa peste o casă în flăcări spre a stinge incendiul.
Sfântul Florian este invocat în rugăciunile împotriva incendiilor, inundațiilor, fulgerelor.

## Galerie de imagini

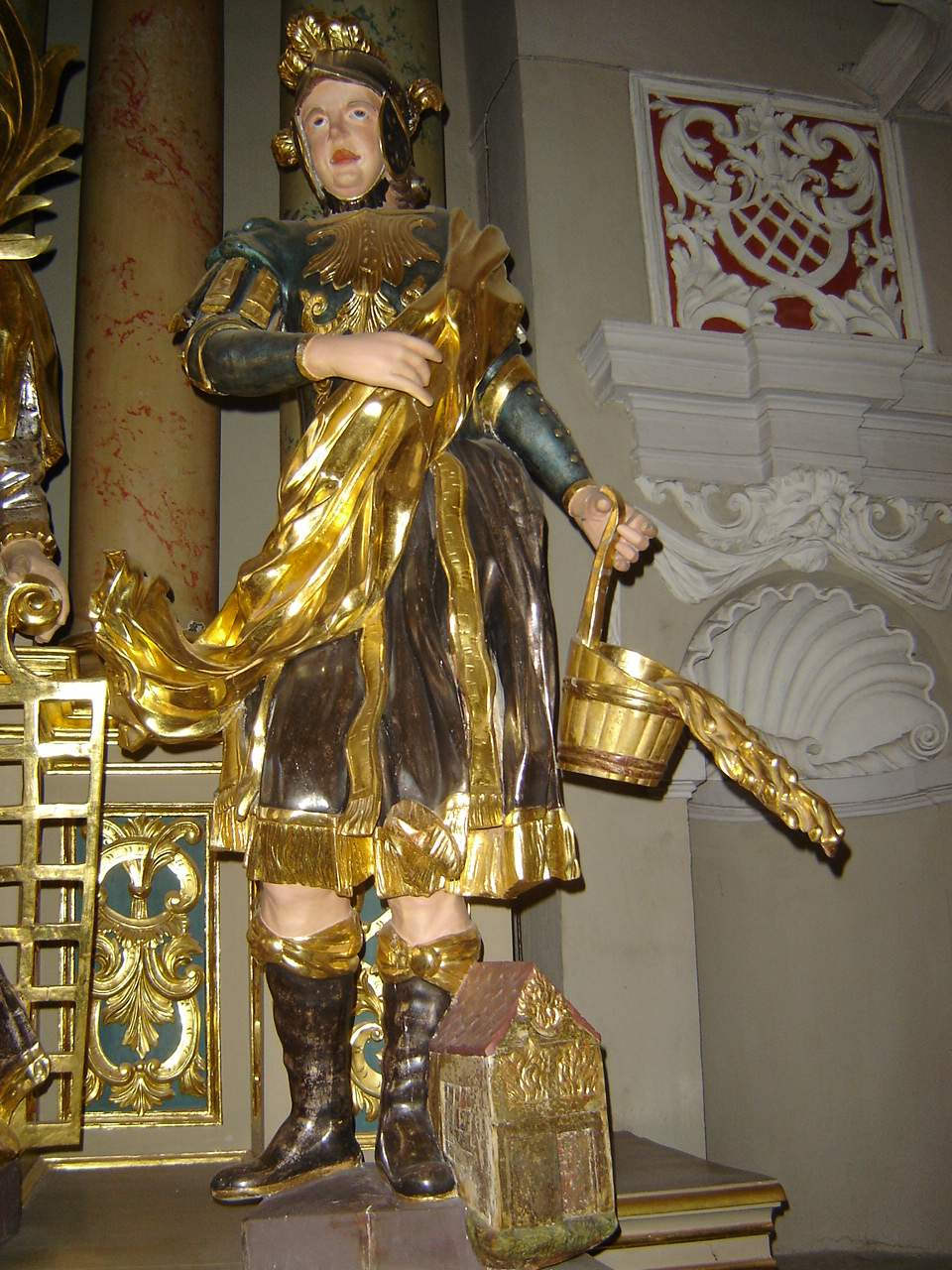
Statuia Sf. Florian (Catedrala din Vilnius, Lituania)
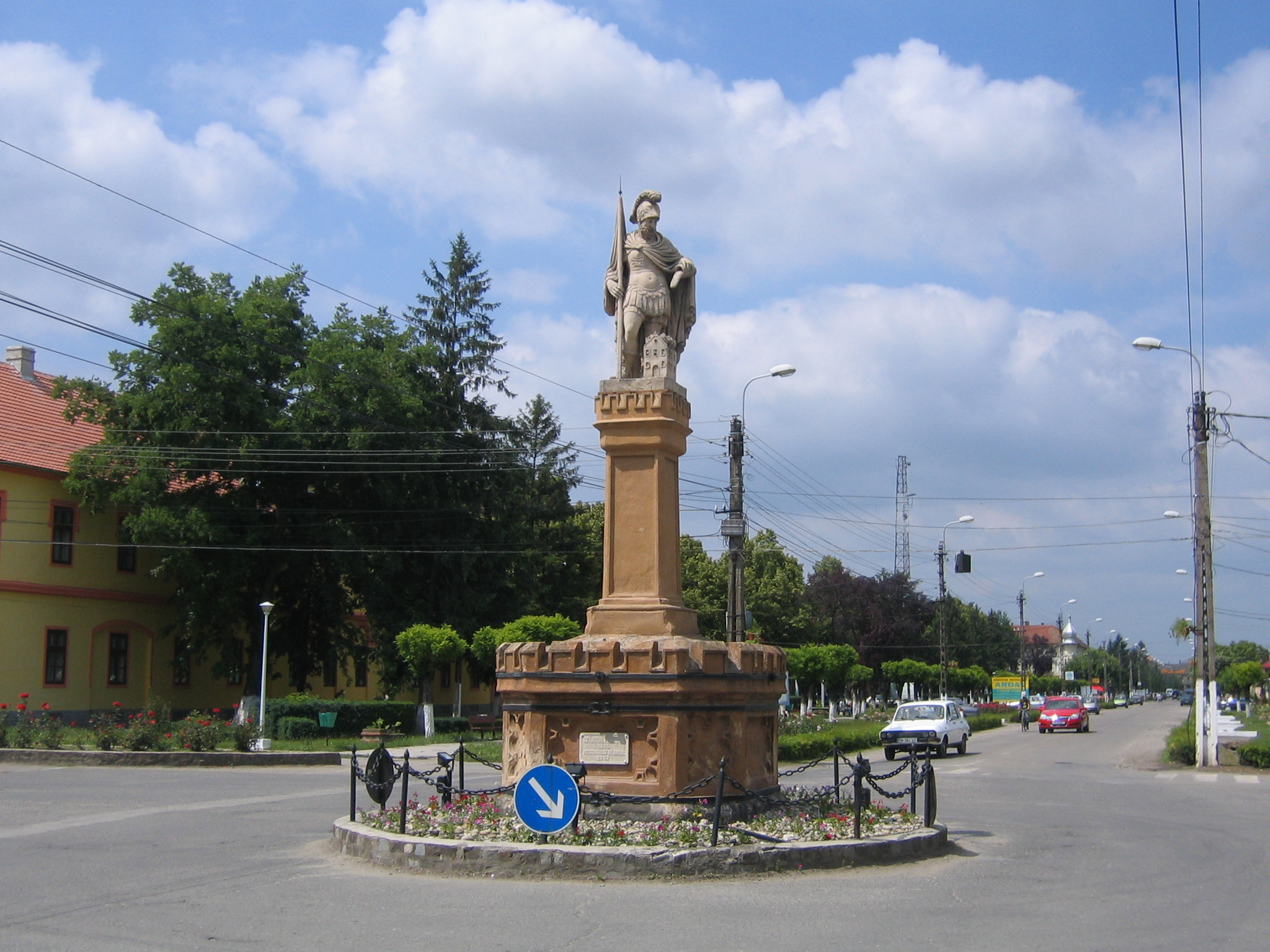
Statuia „Sfântul Florian” din Jimbolia
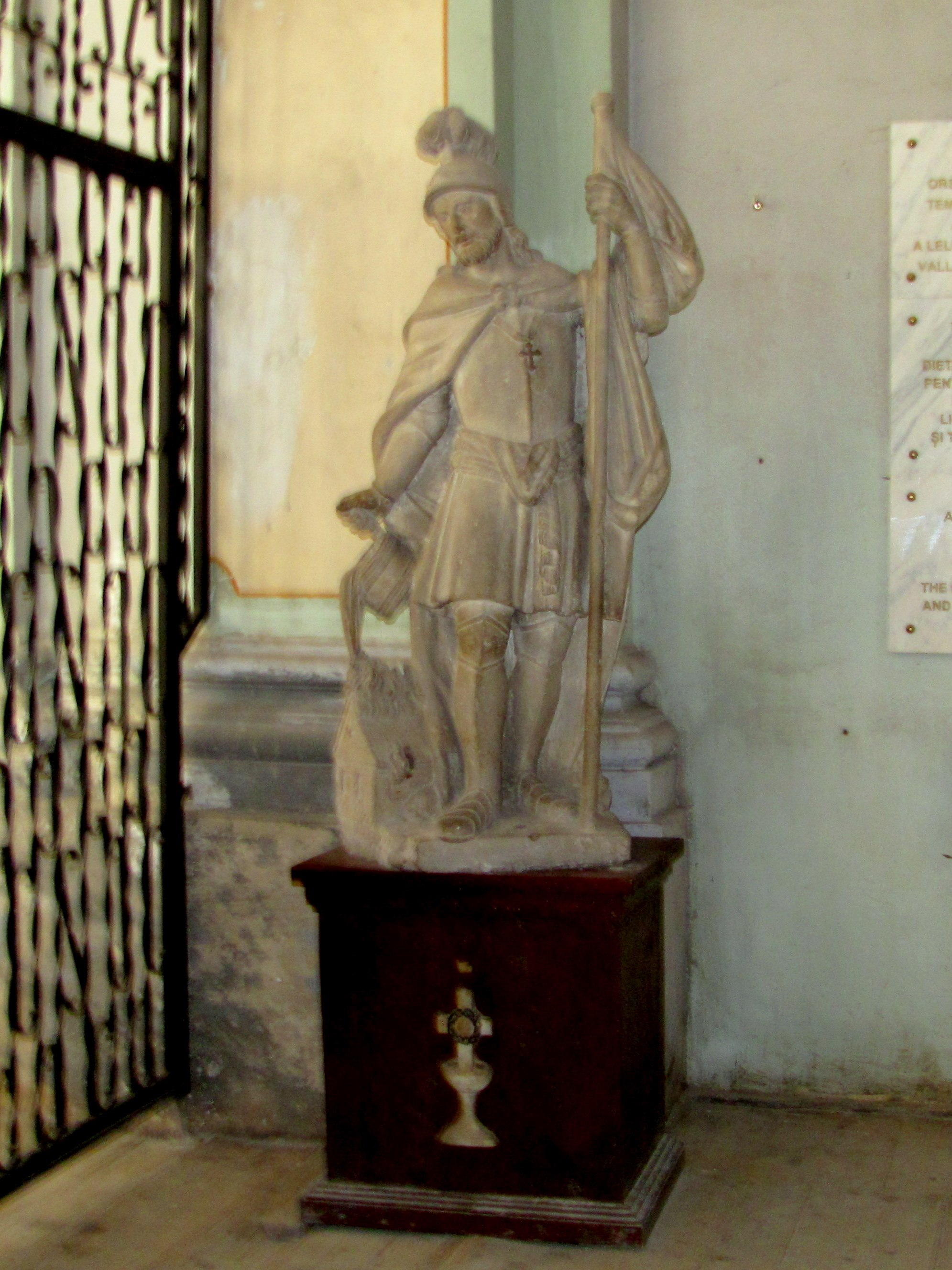
Statuia Sf. Florian (Turda, Biserica Romano-Catolică)
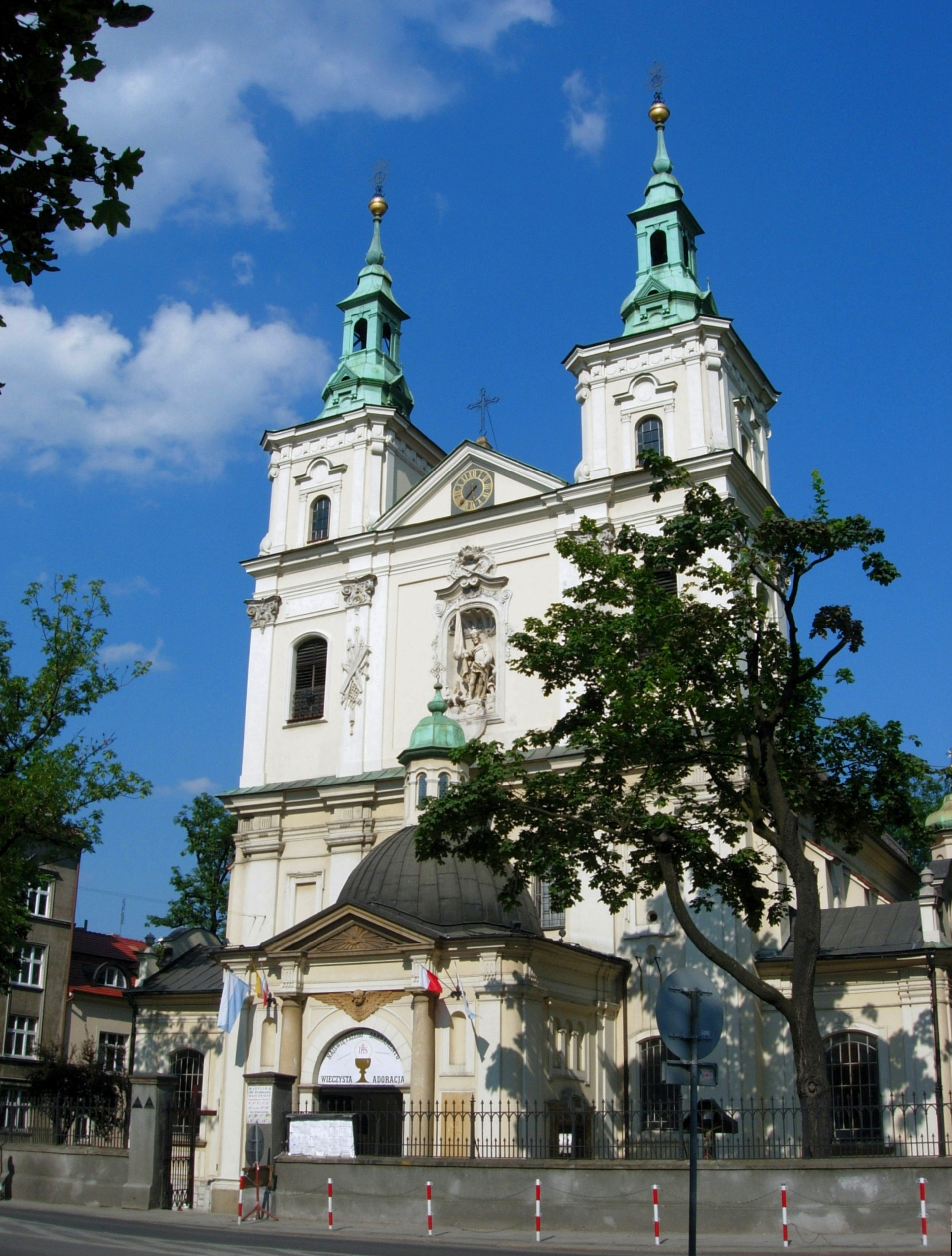
Biserica Sfântul Florian din Cracovia⁠(en)[traduceți]